# Gotham Knights (jeu vidéo)
Cet article concerne le jeu vidéo. Pour la série télévisée, voir Gotham Knights (série télévisée).
Gotham Knights est un jeu vidéo d'action-RPG développé par WB Games Montréal et édité par Warner Bros. Interactive Entertainment. Basé sur la franchise DC Comics, le jeu est sorti le 21 octobre 2022 sur Microsoft Windows, PlayStation 5 et Xbox Series,. Une sortie sur PlayStation 4 et Xbox One était initialement prévue, mais ces versions ont été annulées par la suite. Il a été révélé pour la première fois au DC FanDome le 22 août 2020.
Le jeu présente Nightwing, Batgirl, Robin et Red Hood comme les nouveaux protagonistes de Gotham. Les super-vilains présentés dans le jeu incluent la Cour des Hiboux, Mr. Freeze et le Pingouin.

## Système de jeu
Gotham Knights est un action-RPG se déroulant dans un monde ouvert basé sur Gotham City. Il y existe quatre personnages jouables : Nightwing, Batgirl, Robin et Red Hood. Chaque personnage a son propre style de jeu et ses propres capacités. Bien qu'il puisse être joué en solo, le jeu propose également un mode multijoueur coopératif à deux joueurs en ligne.

## Trame

### Contexte
Le jeu se déroule à Gotham City, après la mort apparente de Bruce Wayne (Michael Antonakos) et celle du commissaire de police James Gordon, qui a entraîné une montée de la criminalité dans la ville,,. Alors, ce sont les protégés du Chevalier Noir, Barbara Gordon / Batgirl (America Young), Dick Grayson / Nightwing (Christopher Sean (en)), Jason Todd / Red Hood (Stephen Oyoung (en)) et Tim Drake / Robin (Sloane Morgan Siegel), qui doivent prendre le relais afin d'aider Gotham à lutter contre le crime,. 
Pendant le jeu, les héros entrent en conflit avec plusieurs super-vilains, parmi lesquels la Cour des hiboux (en), M. Freeze (Donald Chang), Harley Quinn (Kari Wahlgren), Clayface (Brian Keane), la ligue des assassins (secrètement dirigée par Talia Al Ghul après la mort de Ra's al Ghul) ou encore le Pingouin (Elias Toufexis),,.
Les personnages de soutien incluent l'ancien majordome de Bruce, Alfred Pennyworth (Gildart Jackson (en)) et le capitaine de police Renee Montoya (Krizia Bajos),.

### Personnages
Barbara Gordon / Batgirl est décrite comme une combattante déterminée et une hackeuse expérimentée. Fille du commissaire de Gotham James « Jim » Gordon décédé, elle avait pris par le passé l'identité d'Oracle pour aider Batman. Après plusieurs années à récupérer et à se préparer, elle est prête à retourner sur le terrain. Elle a un tonfa et maitrise le kickboxing, la capoeira et le jiu-jitsu. 
Dick Grayson / Nightwing fut le premier Robin et acolyte de Batman avant de partir en solitaire. Décrit comme un leader naturel,  il est le  membre le plus âgé et le plus sage de la « Bat-family ». Acrobatique, il maitrise parfaitement ses doubles bâtons d'escrime
Jason Todd / Red Hood est un anti-héros décrit comme féroce et imprévisible. Son tempérament est dû à sa mort et à sa résurrection causées par un des ennemis de Batman : le Joker. Il a du mal à garder son sang-froid mais n'hésitera pas à s'interposer lorsqu'un ami est menacé. Son entraînement lui a permis d'acquérir une force surhumaine et une maîtrise de multiples techniques de combat avec toutes sortes d'armes, à la fois traditionnelles et de haute technologie.
Tim Drake / Robin, le jeune prodige et génie de l'équipe, est un maître du raisonnement déductif. En tant que véritable disciple de la mission de Batman, il est motivé par la conviction que Gotham City a besoin de protection et espère être le genre de héros incarné par Batman. Il possède un bâton rétractable et utilise différentes techniques furtives.

## Développement
Bien que WB Games Montréal ait précédemment développé Batman: Arkham Origins, Gotham Knights est une histoire originale non liée à la série Arkham.